# Anna-Maja Henriksson
Anna-Maja Henriksson (Jakobstad, 7 de janeiro de 1964) é uma política sueco-finlandesa do Partido Popular Sueco (liberal) na Finlândia.
Nasceu em 7 de janeiro de 1964, na cidade de Jakobstad (em sueco: Jakobstad; em finlandês: Pietarsaari), situada na costa oeste da Finlândia junto ao Golfo de Bótnia.
É deputada do Parlamento da Finlândia desde 2007.
É líder do Partido Popular Sueco  desde 2016.
Foi Ministra da Justiça em 2011-2015 e 2019-até ao presente.